# Mistrzostwa Świata U-20 w Rugby Union Mężczyzn 2018
Mistrzostwa Świata U-20 w Rugby Union Mężczyzn 2018 (2018 World Rugby U20 Championship) – jedenaste mistrzostwa świata w rugby union dla drużyn narodowych do lat dwudziestu, organizowane przez World Rugby. Turniej został rozegrany w trzech miastach Francji w dniach 30 maja – 17 czerwca 2018 roku. Wzięło w nim udział dwanaście drużyn, a tytułu mistrzowskiego bronili Nowozelandczycy.
Fédération Française de Rugby otrzymała prawa do organizacji mistrzostw na początku grudnia 2017 roku, jednocześnie wskazano, iż mecze fazy grupowej gościć będą Béziers, Perpignan i Narbona, decyzja dotycząca obiektów fazy pucharowej miała zostać podjęta w późniejszym terminie. W połowie lutego ostatecznie zdecydowano się rozegrać spotkania fazy play-off także na tych samych stadionach, ogłoszono wówczas również rozkład grup i harmonogram rozgrywania meczów. Sędziowie zawodów byli wyznaczani przed każdą kolejką. Ceny biletów na dzień finałów kształtowały się w zakresie 15–35 euro, zaś na pozostałe kolejki od 5 do 25 EUR, przygotowane zostały także pakiety na wszystkie mecze grupowe na danym stadionie, a na wszystkich obiektach zjawiło się podczas mistrzostw blisko sto tysięcy kibiców. Przedturniejowe charakterystyki zespołów.
Podczas mistrzostw były testowane zmiany w przepisach dotyczące niebezpiecznej szarży i jej penalizacji.
Drużyny rywalizowały w pierwszej fazie systemem kołowym podzielone na trzy czterozespołowe grupy. Zwycięzca meczu zyskiwał cztery punkty, za remis przysługiwały dwa punkty, porażka nie była punktowana, a zdobycie przynajmniej czterech przyłożeń lub przegrana nie więcej niż siedmioma punktami premiowana była natomiast punktem bonusowym. Po zakończeniu pierwszej fazy ustalany był ranking przed dwumeczową fazą play-off – pierwsze cztery zespoły walczyły o mistrzostwo, kolejne cztery o miejsce piąte, zaś pozostałe o miejsce dziewiąte. Przy ustalaniu rankingu po fazie grupowej w przypadku tej samej liczby punktów lokaty zespołów były ustalane kolejno na podstawie:
- wyniku meczu pomiędzy zainteresowanymi drużynami;
- lepszego bilansu punktów zdobytych i straconych;
- lepszego bilansu przyłożeń zdobytych i straconych;
- większej liczby zdobytych punktów;
- większej liczby zdobytych przyłożeń;
- rzutu monetą.

Już po dwóch kolejkach awans do półfinałów zapewniła sobie Anglia, dołączyły do niej następnie Nowa Zelandia, Francja i RPA, co oznaczało, że do walki o medale przystąpiła czwórka przedturniejowych faworytów. Do pierwszego w historii finału pokonując Baby Blacks awansowali Francuzi, dla Anglików był on natomiast szóstym z kolei. Gospodarze zawodów zrewanżowali się drużynie z Wysp Brytyjskich za porażkę w tegorocznej edycji Pucharu Sześciu Narodów U-20 tym samym zdobywając pierwszy tytuł mistrzowski, przedstawiciel triumfatorów Jordan Joseph otrzymał wyróżnienie Breakthrough Player of the Tournament, a z rozgrywek elity po zajęciu ostatniego miejsca wypadli zaś Japończycy. Najwięcej punktów w zawodach zdobył Carbonel, zaś w klasyfikacji przyłożeń zwyciężyli ex aequo D’Onofrio i Simelane.
Światowymi partnerami zawodów były Land Rover, MasterCard i Tudor.

## Uczestnicy
W zawodach uczestniczyło jedenaście najwyżej sklasyfikowanych drużyn z poprzednich mistrzostw oraz zwycięzca World Rugby U-20 Trophy 2017.
| Zespół                 | Liczba występów | Poprzednia pozycja |
| ---------------------- | --------------- | ------------------ |
| Nowa Zelandia U-20     | 10              | 1                  |
| Anglia U-20            | 10              | 2                  |
| Południowa Afryka U-20 | 10              | 3                  |
| Francja U-20           | 10              | 4                  |
| Szkocja U-20           | 10              | 5                  |
| Australia U-20         | 10              | 6                  |
| Walia U-20             | 10              | 7                  |
| Włochy U-20            | 8               | 8                  |
| Irlandia U-20          | 10              | 9                  |
| Gruzja U-20            | 2               | 10                 |
| Argentyna U-20         | 10              | 11                 |
| Japonia U-20           | 4               | awans z WRT 2017   |

## Faza grupowa

### Grupa A
| 30 maja 201821:00 | Nowa Zelandia U-20 | 67:0 | Japonia U-20 | Parc des sports et de l’amitié, Narbona Sędzia: Andrea Piardi |
| 30 maja 201821:00 | Faingaʻanuku 10 (2P) Christie 5 (P) Tucker 5 (P) Trask 12 (6pd) Koroi 5 (P) Sullivan 5 (P) Roe 5 (P) Akauʻola-Laula 5 (P) Spowart 15 (3P) | 67:0 |              | Parc des sports et de l’amitié, Narbona Sędzia: Andrea Piardi |

| 30 maja 201821:00 | Australia U-20                                            | 21:26 | Walia U-20                                       | Stade de la Méditerranée, Béziers Sędzia: Egon Seconds |
| 30 maja 201821:00 | Lonergan 9 (3K) Hansen 5 (P) McDermott 5 (P) Lucas 2 (pd) | 21:26 | Goodchild 5 (P) Nicholas 5 (P) Evans 16 (2pd 4K) | Stade de la Méditerranée, Béziers Sędzia: Egon Seconds |

| 3 czerwca 201814:00 | Australia U-20 | 54:19 | Japonia U-20                                                           | Parc des sports et de l’amitié, Narbona Sędzia: Jamie Nutbrown |
| 3 czerwca 201814:00 | Tupou 5 (P) Maafu 5 (P) Lonergan 10 (2P) Hansen 5 (P) McDermott 5 (P) Wood 5 (P) Lucas 8 (4pd) Harrison 6 (3pd) McTaggart 5 (P) | 54:19 | Yamamoto 5 (P) Yamasawa 5 (P) Mamada 2 (pd) Vakalahi 5 (P) Mori 2 (pd) | Parc des sports et de l’amitié, Narbona Sędzia: Jamie Nutbrown |
| 3 czerwca 201814:00 | Tominiko | 54:19 |                                                                        | Parc des sports et de l’amitié, Narbona Sędzia: Jamie Nutbrown |

| 3 czerwca 201816:30 | Nowa Zelandia U-20                                                                      | 42:10 | Walia U-20                  | Stade de la Méditerranée, Béziers Sędzia: Ludovic Cayre |
| 3 czerwca 201816:30 | Christie 5 (P) Sullivan 5 (P) Roe 5 (P) Plummer 17 (4pd 3K) Proctor 5 (P) Mafileo 5 (P) | 42:10 | Evans 5 (pd K) Basham 5 (P) | Stade de la Méditerranée, Béziers Sędzia: Ludovic Cayre |
| 3 czerwca 201816:30 | Teleʻa · Koroi · Florence                                                               | 42:10 | Ellis-Jones                 | Stade de la Méditerranée, Béziers Sędzia: Ludovic Cayre |

| 7 czerwca 201818:30 | Walia U-20                               | 18:17 | Japonia U-20                                     | Stade Aimé Giral, Perpignan Sędzia: Andrea Piardi |
| 7 czerwca 201818:30 | Morgan 5 (P) Evans 8 (pd 2K) Cross 5 (P) | 18:17 | Fifita 5 (P) Arai 5 (P) Vailea 5 (P) Mori 2 (pd) | Stade Aimé Giral, Perpignan Sędzia: Andrea Piardi |

| 7 czerwca 201821:00 | Nowa Zelandia U-20                                 | 27:18 | Australia U-20                                    | Stade Aimé Giral, Perpignan Sędzia: Karl Dickson |
| 7 czerwca 201821:00 | Plummer 17 (P 3pd 2K) Spowart 5 (P) Flanders 5 (P) | 27:18 | Lucas 6 (2K) McReight 5 (P) karne przyłożenie – 7 | Stade Aimé Giral, Perpignan Sędzia: Karl Dickson |
| 7 czerwca 201821:00 | Christie · Mafileo                                 | 27:18 |                                                   | Stade Aimé Giral, Perpignan Sędzia: Karl Dickson |

### Grupa B
| 30 maja 201818:30 | Anglia U-20                                                                      | 39:18 | Argentyna U-20                                                             | Parc des sports et de l’amitié, Narbona Sędzia: Sean Gallagher |
| 30 maja 201818:30 | Walker 10 (2P) Grayson 9 (3pd K) Olowofela 10 (2P) Hardwick 5 (pd K) Smith 5 (P) | 39:18 | Daireaux 5 (pd K) Chocobares 5 (P) Pedemonte 5 (P) de la Vega Mendía 3 (K) | Parc des sports et de l’amitié, Narbona Sędzia: Sean Gallagher |
| 30 maja 201818:30 | Sordoni                                                                          | 39:18 |                                                                            | Parc des sports et de l’amitié, Narbona Sędzia: Sean Gallagher |

| 30 maja 201818:30 | Szkocja U-20                                     | 26:27 | Włochy U-20                                                                                   | Stade de la Méditerranée, Béziers Sędzia: Pablo Deluca |
| 30 maja 201818:30 | Dunbar 5 (P) Chapman 16 (P pd 3K) Dewhirst 5 (P) | 26:27 | Rizzi 3 (K) Di Marco 2 (pd) D’Onofrio 5 (P) Forcucci 5 (P) Taddia 5 (P) karne przyłożenie – 7 | Stade de la Méditerranée, Béziers Sędzia: Pablo Deluca |
| 30 maja 201818:30 | Grahamslaw                                       | 26:27 | D’Onofrio · Forcucci                                                                          | Stade de la Méditerranée, Béziers Sędzia: Pablo Deluca |

| 3 czerwca 201814:00 | Szkocja U-20                      | 13:29 | Argentyna U-20                                                                     | Stade Aimé Giral, Perpignan Sędzia: Egon Seconds |
| 3 czerwca 201814:00 | Chapman 8 (pd 2K) McLelland 5 (P) | 13:29 | Daireaux 7 (2pd K) Carreras 5 (P) Herrera 5 (P) Castro 5 (P) karne przyłożenie – 7 | Stade Aimé Giral, Perpignan Sędzia: Egon Seconds |
| 3 czerwca 201814:00 | Hodgson                           | 13:29 |                                                                                    | Stade Aimé Giral, Perpignan Sędzia: Egon Seconds |

| 3 czerwca 201816:30 | Anglia U-20                                                             | 43:5 | Włochy U-20 | Stade Aimé Giral, Perpignan Sędzia: Dan Jones |
| 3 czerwca 201816:30 | Ibitoye 5 (P) Parton 5 (P) Smith 18 (2P 4pd) Brand 5 (P) Loader 10 (2P) | 43:5 | Koffi 5 (P) | Stade Aimé Giral, Perpignan Sędzia: Dan Jones |
| 3 czerwca 201816:30 | Lewis                                                                   | 43:5 |             | Stade Aimé Giral, Perpignan Sędzia: Dan Jones |

| 7 czerwca 201818:30 | Włochy U-20                                                           | 30:26 | Argentyna U-20                                                                       | Stade de la Méditerranée, Béziers Sędzia: Sean Gallagher |
| 7 czerwca 201818:30 | Mazza 10 (2P) Marco 7 (2pd K) D’Onofrio 5 (P) Manni 5 (P) Rizzi 3 (K) | 30:26 | Daireaux 2 (pd) de la Vega Mendía 4 (2pd) Carreras 10 (2P) Herrera 5 (P) Mendy 5 (P) | Stade de la Méditerranée, Béziers Sędzia: Sean Gallagher |
| 7 czerwca 201818:30 | Bianchi · Koffi                                                       | 30:26 |                                                                                      | Stade de la Méditerranée, Béziers Sędzia: Sean Gallagher |

| 7 czerwca 201821:00 | Anglia U-20                                                                            | 35:10 | Szkocja U-20                 | Stade de la Méditerranée, Béziers Sędzia: Damon Murphy |
| 7 czerwca 201821:00 | Ibitoye 10 (2P) Kpoku 5 (P) Hardwick 5 (pd K) Cutting 5 (P) Scott 5 (P) Williams 5 (P) | 35:10 | Thompson 5 (pd K) Rowe 5 (P) | Stade de la Méditerranée, Béziers Sędzia: Damon Murphy |
| 7 czerwca 201821:00 | Grayson                                                                                | 35:10 | Onojaife                     | Stade de la Méditerranée, Béziers Sędzia: Damon Murphy |

### Grupa C
| 30 maja 201818:30 | Południowa Afryka U-20                                               | 33:27 | Gruzja U-20                                                                            | Stade Aimé Giral, Perpignan Sędzia: Ludovic Cayre |
| 30 maja 201818:30 | Simelane 5 (P) Willemse 8 (4pd) Uys 10 (2P) Green 5 (P) Burger 5 (P) | 33:27 | Aprasidze 10 (2pd 2K) Abżandadze 2 (pd) Dwaliszwili 5 (P) Lomidze 5 (P) Tapladze 5 (P) | Stade Aimé Giral, Perpignan Sędzia: Ludovic Cayre |
| 30 maja 201818:30 | Ntlabakanye                                                          | 33:27 |                                                                                        | Stade Aimé Giral, Perpignan Sędzia: Ludovic Cayre |

| 30 maja 201821:00 | Francja U-20                                   | 26:24 | Irlandia U-20                                      | Stade Aimé Giral, Perpignan Sędzia: Karl Dickson |
| 30 maja 201821:00 | Coville 5 (P) Marty 10 (2P) Ntamack 11 (P 3pd) | 26:24 | Byrne 14 (P 3pd K) Dunleavy 5 (P) O’Sullivan 5 (P) | Stade Aimé Giral, Perpignan Sędzia: Karl Dickson |
| 30 maja 201821:00 | Aungier                                        | 26:24 |                                                    | Stade Aimé Giral, Perpignan Sędzia: Karl Dickson |

| 3 czerwca 201814:00 | Francja U-20                                                    | 24:12 | Gruzja U-20                                       | Stade de la Méditerranée, Béziers Sędzia: Pablo Deluca |
| 3 czerwca 201814:00 | Carbonel 9 (3pd K) Lavault 5 (P) Vincent 5 (P) Etcheverry 5 (P) | 24:12 | Aprasidze 2 (pd) Dżalagonia 5 (P) Dzagnidze 5 (P) | Stade de la Méditerranée, Béziers Sędzia: Pablo Deluca |
| 3 czerwca 201814:00 | Mamamtawriszwili                                                | 24:12 |                                                   | Stade de la Méditerranée, Béziers Sędzia: Pablo Deluca |

| 3 czerwca 201816:30 | Południowa Afryka U-20                                                       | 30:17 | Irlandia U-20                                       | Parc des sports et de l’amitié, Narbona Sędzia: Damon Murphy |
| 3 czerwca 201816:30 | Simelane 15 (3P) Lombard 3 (K) Willemse 2 (pd) Burger 5 (P) Du Plessis 5 (P) | 30:17 | Dean 7 (2pd K) Sweetman-Doris 5 (P) Silvester 5 (P) | Parc des sports et de l’amitié, Narbona Sędzia: Damon Murphy |
| 3 czerwca 201816:30 | Steenkamp                                                                    | 30:17 |                                                     | Parc des sports et de l’amitié, Narbona Sędzia: Damon Murphy |

| 7 czerwca 201818:30 | Irlandia U-20                                         | 20:24 | Gruzja U-20                                                          | Parc des sports et de l’amitié, Narbona Sędzia: Jamie Nutbrown |
| 7 czerwca 201818:30 | Dean 8 (P K) Byrne 2 (pd) Daly 5 (P) Wojtkowicz 5 (P) | 20:24 | Aprasidze 9 (3pd K) Maczaladze 5 (P) Abżandadze 5 (P) Swanidze 5 (P) | Parc des sports et de l’amitié, Narbona Sędzia: Jamie Nutbrown |
| 7 czerwca 201818:30 | Mamamtawriszwili                                      | 20:24 |                                                                      | Parc des sports et de l’amitié, Narbona Sędzia: Jamie Nutbrown |

| 7 czerwca 201821:00 | Południowa Afryka U-20                                                                                    | 29:46 | Francja U-20                                                                     | Parc des sports et de l’amitié, Narbona Sędzia: Dan Jones |
| 7 czerwca 201821:00 | Simelane 5 (P) Lombard 2 (pd) Sandi 5 (P) Dobela 2 (pd) Tshakweni 5 (P) Erasmus 5 (P) Van der Merwe 5 (P) | 29:46 | Ntamack 9 (P 2pd) Carbonel 17 (P 3pd 2K) Joseph 10 (2P) Barassi 5 (P) Gros 5 (P) | Parc des sports et de l’amitié, Narbona Sędzia: Dan Jones |
| 7 czerwca 201821:00 | Lamothe                                                                                                   | 29:46 |                                                                                  | Parc des sports et de l’amitié, Narbona Sędzia: Dan Jones |

## Faza pucharowa

### Mecze o miejsca 9–12
|  |                       |               |             |                       |    |                   |                   |                   |
|  | Półfinały             | Półfinały     | Półfinały   |                       |    | Mecz o 9. miejsce | Mecz o 9. miejsce | Mecz o 9. miejsce |
|  | Półfinały             | Półfinały     | Półfinały   |                       |    | Mecz o 9. miejsce | Mecz o 9. miejsce | Mecz o 9. miejsce |
|  | 12 czerwca 2018 16:00 |               |             |                       |    |                   |                   |                   |
|  |                       |               |             |                       |    |                   |                   |                   |
|  | Irlandia U-20         | Irlandia U-20 | 29          |                       |    |                   |                   |                   |
|  | Irlandia U-20         | Irlandia U-20 | 29          | 17 czerwca 2018 13:30 |    |                   |                   |                   |
|  | Szkocja U-20          | Szkocja U-20  | 45          |                       |    |                   |                   |                   |
|  | Szkocja U-20          | Szkocja U-20  | 45          |                       |    | Szkocja U-20      | Szkocja U-20      | 31                |
|  | 12 czerwca 2018 18:30 |               |             |                       |    | Szkocja U-20      | Szkocja U-20      | 31                |
|  |                       |               | Gruzja U-20 | Gruzja U-20           | 39 |                   |                   |                   |
|  | Gruzja U-20           | Gruzja U-20   | Gruzja U-20 | Gruzja U-20           | 39 | 24                |                   |                   |
|  | Gruzja U-20           | Gruzja U-20   |             |                       |    |                   |                   |                   |
|  | Japonia U-20          | Japonia U-20  | 22          |                       |    |                   |                   |                   |
|  | Japonia U-20          | Japonia U-20  | 22          | Mecz o 3. miejsce     |    |                   |                   |                   |
|  |                       |               |             |                       |    |                   |                   |                   |
|  | 17 czerwca 2018 11:00 |               |             |                       |    |                   |                   |                   |
|  |                       |               |             |                       |    |                   |                   |                   |
|  | Irlandia U-20         | Irlandia U-20 | 39          |                       |    |                   |                   |                   |
|  | Irlandia U-20         | Irlandia U-20 | 39          |                       |    |                   |                   |                   |
|  | Japonia U-20          | Japonia U-20  | 33          |                       |    |                   |                   |                   |
|  | Japonia U-20          | Japonia U-20  | 33          |                       |    |                   |                   |                   |

| 12 czerwca 201816:00 | Irlandia U-20                                                           | 29:45 | Szkocja U-20                                                                               | Stade Aimé Giral, Perpignan Sędzia: Egon Seconds |
| 12 czerwca 201816:00 | Dean 2 (pd) O’Brien 5 (P) Byrne 12 (P 2pd K) Daly 5 (P) Sylvester 5 (P) | 29:45 | Graham 5 (P) Rowe 5 (P) Richardson 10 (2P) Onojaife 5 (P) Trotter 5 (P) Chapman 15 (6pd K) | Stade Aimé Giral, Perpignan Sędzia: Egon Seconds |
| 12 czerwca 201816:00 | Sweetman-Doris · O’Sullivan                                             | 29:45 | Rowe                                                                                       | Stade Aimé Giral, Perpignan Sędzia: Egon Seconds |

| 12 czerwca 201818:30 | Gruzja U-20                                           | 24:22 | Japonia U-20                                            | Stade Aimé Giral, Perpignan Sędzia: Ludovic Cayre |
| 12 czerwca 201818:30 | Dżaparidze 5 (P) Aprasidze 9 (P 2pd) Tapladze 10 (2P) | 24:22 | Ishida 5 (P) Yamasawa 5 (P) Vailea 5 (P) Mori 7 (2pd K) | Stade Aimé Giral, Perpignan Sędzia: Ludovic Cayre |
| 12 czerwca 201818:30 | Gogiczaszwili · Mamamtawriszwili                      | 24:22 | Fujiwara                                                | Stade Aimé Giral, Perpignan Sędzia: Ludovic Cayre |

| 17 czerwca 201811:00 | Irlandia U-20                                                               | 39:33 | Japonia U-20                                               | Stade de la Méditerranée 2, Béziers Sędzia: Karl Dickson |
| 17 czerwca 201811:00 | Stewart 5 (P) O’Brien 5 (P) Byrne 19 (2pd 5K) Sheehan 5 (P) Sylvester 5 (P) | 39:33 | Tsukayama 5 (P) Fifita 10 (2P) Vailea 10 (2P) Mori 8 (4pd) | Stade de la Méditerranée 2, Béziers Sędzia: Karl Dickson |

| 17 czerwca 201813:30 | Szkocja U-20                                                                        | 31:39 | Gruzja U-20                                                                                          | Stade de la Méditerranée 2, Béziers Sędzia: Andrea Piardi |
| 17 czerwca 201813:30 | Miller 5 (P) Smith 5 (P) Chapman 4 (2pd) Thompson 2 (pd) Trotter 10 (2P) Rowe 5 (P) | 31:39 | Gogiczaszwili 5 (P) Abżandadze 14 (4pd 2K) Japaridze 5 (P) Gigolashvili 5 (P) Mardżaniszwili 10 (2P) | Stade de la Méditerranée 2, Béziers Sędzia: Andrea Piardi |
| 17 czerwca 201813:30 | Graham                                                                              | 31:39 | Aprasidze · Kalmachelidze                                                                            | Stade de la Méditerranée 2, Béziers Sędzia: Andrea Piardi |

### Mecze o miejsca 5–8
|  |                       |                |                |                       |    |                   |                   |                   |
|  | Półfinały             | Półfinały      | Półfinały      |                       |    | Mecz o 5. miejsce | Mecz o 5. miejsce | Mecz o 5. miejsce |
|  | Półfinały             | Półfinały      | Półfinały      |                       |    | Mecz o 5. miejsce | Mecz o 5. miejsce | Mecz o 5. miejsce |
|  | 12 czerwca 2018 14:00 |                |                |                       |    |                   |                   |                   |
|  |                       |                |                |                       |    |                   |                   |                   |
|  | Walia U-20            | Walia U-20     | 15             |                       |    |                   |                   |                   |
|  | Walia U-20            | Walia U-20     | 15             | 17 czerwca 2018 14:00 |    |                   |                   |                   |
|  | Argentyna U-20        | Argentyna U-20 | 39             |                       |    |                   |                   |                   |
|  | Argentyna U-20        | Argentyna U-20 | 39             |                       |    | Argentyna U-20    | Argentyna U-20    | 15                |
|  | 12 czerwca 2018 16:30 |                |                |                       |    | Argentyna U-20    | Argentyna U-20    | 15                |
|  |                       |                | Australia U-20 | Australia U-20        | 41 |                   |                   |                   |
|  | Włochy U-20           | Włochy U-20    | Australia U-20 | Australia U-20        | 41 | 15                |                   |                   |
|  | Włochy U-20           | Włochy U-20    |                |                       |    |                   |                   |                   |
|  | Australia U-20        | Australia U-20 | 44             |                       |    |                   |                   |                   |
|  | Australia U-20        | Australia U-20 | 44             | Mecz o 3. miejsce     |    |                   |                   |                   |
|  |                       |                |                |                       |    |                   |                   |                   |
|  | 17 czerwca 2018 16:00 |                |                |                       |    |                   |                   |                   |
|  |                       |                |                |                       |    |                   |                   |                   |
|  | Walia U-20            | Walia U-20     | 34             |                       |    |                   |                   |                   |
|  | Walia U-20            | Walia U-20     | 34             |                       |    |                   |                   |                   |
|  | Włochy U-20           | Włochy U-20    | 17             |                       |    |                   |                   |                   |
|  | Włochy U-20           | Włochy U-20    | 17             |                       |    |                   |                   |                   |

| 12 czerwca 201814:00 | Walia U-20                                 | 15:39 | Argentyna U-20                                                                                                | Parc des sports et de l’amitié, Narbona Sędzia: Damon Murphy |
| 12 czerwca 201814:00 | Conbeer 5 (P) Evans 5 (pd K) Baldwin 5 (P) | 15:39 | Nogués 5 (P) de la Vega Mendía 12 (3pd 2K) Carreras 5 (P) Molina 5 (P) Avellaneda 5 (P) karne przyłożenie – 7 | Parc des sports et de l’amitié, Narbona Sędzia: Damon Murphy |
| 12 czerwca 201814:00 | Segura                                     | 15:39 | | Parc des sports et de l’amitié, Narbona Sędzia: Damon Murphy |

| 12 czerwca 201816:30 | Włochy U-20       | 15:44 | Australia U-20                                                                                                 | Parc des sports et de l’amitié, Narbona Sędzia: Pablo Deluca |
| 12 czerwca 201816:30 | D’Onofrio 15 (3P) | 15:44 | Stewart 5 (P) McReight 10 (2P) Harrison 2 (pd) Lonergan 12 (3pd 2K) Francis 5 (P) Hockings 5 (P) Kuenzle 5 (P) | Parc des sports et de l’amitié, Narbona Sędzia: Pablo Deluca |
| 12 czerwca 201816:30 | Nocera            | 15:44 | Wood | Parc des sports et de l’amitié, Narbona Sędzia: Pablo Deluca |

| 17 czerwca 201816:00 | Walia U-20                                                                        | 34:17 | Włochy U-20                                            | Stade de la Méditerranée 2, Béziers Sędzia: Sean Gallagher |
| 17 czerwca 201816:00 | Conbeer 5 (P) Davis 5 (P) Evans 12 (3pd 2K) Llewellyn 5 (P) karne przyłożenie – 7 | 34:17 | Rizzi 2 (pd) D’Onofrio 5 (P) Taddia 5 (P) Romano 5 (P) | Stade de la Méditerranée 2, Béziers Sędzia: Sean Gallagher |
| 17 czerwca 201816:00 | Carré                                                                             | 34:17 | Fischetti · Manni · Parri                              | Stade de la Méditerranée 2, Béziers Sędzia: Sean Gallagher |

| 17 czerwca 201814:00 | Argentyna U-20                                | 15:41 | Australia U-20                                                                                          | Stade de la Méditerranée, Béziers Sędzia: Jamie Nutbrown |
| 17 czerwca 201814:00 | Carreras 5 (P) Mendía 5 (pd K) Grondona 5 (P) | 15:41 | Maafu 5 (P) Lucas 5 (P) Harrison 4 (2pd) Lonergan 10 (2pd 2K) Hockings 7 (P pd) Hansen 5 (P) Ross 5 (P) | Stade de la Méditerranée, Béziers Sędzia: Jamie Nutbrown |
| 17 czerwca 201814:00 | Nogués                                        | 15:41 | | Stade de la Méditerranée, Béziers Sędzia: Jamie Nutbrown |

### Mecze o miejsca 1–4
|  |                        |                        |              |                       |    |                   |                   |                   |
|  | Półfinały              | Półfinały              | Półfinały    |                       |    | Mecz o 1. miejsce | Mecz o 1. miejsce | Mecz o 1. miejsce |
|  | Półfinały              | Półfinały              | Półfinały    |                       |    | Mecz o 1. miejsce | Mecz o 1. miejsce | Mecz o 1. miejsce |
|  | 12 czerwca 2018 19:00  |                        |              |                       |    |                   |                   |                   |
|  |                        |                        |              |                       |    |                   |                   |                   |
|  | Anglia U-20            | Anglia U-20            | 32           |                       |    |                   |                   |                   |
|  | Anglia U-20            | Anglia U-20            | 32           | 17 czerwca 2018 19:00 |    |                   |                   |                   |
|  | Południowa Afryka U-20 | Południowa Afryka U-20 | 31           |                       |    |                   |                   |                   |
|  | Południowa Afryka U-20 | Południowa Afryka U-20 | 31           |                       |    | Anglia U-20       | Anglia U-20       | 25                |
|  | 12 czerwca 2018 21:00  |                        |              |                       |    | Anglia U-20       | Anglia U-20       | 25                |
|  |                        |                        | Francja U-20 | Francja U-20          | 33 |                   |                   |                   |
|  | Nowa Zelandia U-20     | Nowa Zelandia U-20     | Francja U-20 | Francja U-20          | 33 | 7                 |                   |                   |
|  | Nowa Zelandia U-20     | Nowa Zelandia U-20     |              |                       |    |                   |                   |                   |
|  | Francja U-20           | Francja U-20           | 16           |                       |    |                   |                   |                   |
|  | Francja U-20           | Francja U-20           | 16           | Mecz o 3. miejsce     |    |                   |                   |                   |
|  |                        |                        |              |                       |    |                   |                   |                   |
|  | 17 czerwca 2018 16:30  |                        |              |                       |    |                   |                   |                   |
|  |                        |                        |              |                       |    |                   |                   |                   |
|  | Południowa Afryka U-20 | Południowa Afryka U-20 | 40           |                       |    |                   |                   |                   |
|  | Południowa Afryka U-20 | Południowa Afryka U-20 | 40           |                       |    |                   |                   |                   |
|  | Nowa Zelandia U-20     | Nowa Zelandia U-20     | 30           |                       |    |                   |                   |                   |
|  | Nowa Zelandia U-20     | Nowa Zelandia U-20     | 30           |                       |    |                   |                   |                   |

| 12 czerwca 201819:00 | Anglia U-20                                                               | 32:31 | Południowa Afryka U-20                                                          | Parc des sports et de l’amitié, Narbona Sędzia: Dan Jones |
| 12 czerwca 201819:00 | Parton 5 (P) Olowofela 5 (P) Hardwick 5 (P) Smith 12 (3pd 2K) White 5 (P) | 32:31 | Lombard 6 (3pd) Uys 5 (P) Nortje 5 (P) Sandi 5 (P) Ntlabakanye 5 (P) Rass 5 (P) | Parc des sports et de l’amitié, Narbona Sędzia: Dan Jones |
| 12 czerwca 201819:00 | Scott                                                                     | 32:31 | Uys                                                                             | Parc des sports et de l’amitié, Narbona Sędzia: Dan Jones |

| 12 czerwca 201821:00 | Nowa Zelandia U-20 | 7:16 | Francja U-20                      | Stade Aimé Giral, Perpignan Widzów: 13 866 Sędzia: Karl Dickson |
| 12 czerwca 201821:00 | Plummer 7 (P pd)   | 7:16 | Ntamack 5 (P) Carbonel 11 (pd 3K) | Stade Aimé Giral, Perpignan Widzów: 13 866 Sędzia: Karl Dickson |

| 17 czerwca 201816:30 | Południowa Afryka U-20                                                                   | 40:30 | Nowa Zelandia U-20                                                    | Stade de la Méditerranée, Béziers Sędzia: Ludovic Cayre |
| 17 czerwca 201816:30 | Simelane 5 (P) Lombard 10 (5pd) Nortje 5 (P) Ntlabakanye 5 (P) Sandi 5 (P) Green 10 (2P) | 40:30 | Clarke 5 (P) Renton 5 (P) Plummer 15 (P 2pd 2K) Riedlinger-Kapa 5 (P) | Stade de la Méditerranée, Béziers Sędzia: Ludovic Cayre |
| 17 czerwca 201816:30 | Sullivan                                                                                 | 40:30 |                                                                       | Stade de la Méditerranée, Béziers Sędzia: Ludovic Cayre |

| 17 czerwca 201819:00 | Anglia U-20                                                | 25:33 | Francja U-20                                 | Stade de la Méditerranée, Béziers Widzów: 17700 Sędzia: Egon Seconds |
| 17 czerwca 201819:00 | Grayson 4 (2pd) Olowofela 10 (2P) Heyes 5 (P) Smith 6 (2K) | 25:33 | Carbonel 23 (pd 7K) Seguret 5 (P) Woki 5 (P) | Stade de la Méditerranée, Béziers Widzów: 17700 Sędzia: Egon Seconds |

## Klasyfikacja końcowa
| Miejsce | Reprezentacja          | Składy |
| ------- | ---------------------- | ------ |
| 1       | Francja U-20           |        |
| 2       | Anglia U-20            |        |
| 3       | Południowa Afryka U-20 |        |
| 4       | Nowa Zelandia U-20     |        |
| 5       | Australia U-20         |        |
| 6       | Argentyna U-20         |        |
| 7       | Walia U-20             |        |
| 8       | Włochy U-20            |        |
| 9       | Gruzja U-20            |        |
| 10      | Szkocja U-20           |        |
| 11      | Irlandia U-20          |        |
| 12      | Japonia U-20           |        |